# Guntram Lesch
Guntram Lesch (* 30. November 1899 in München; † 14. Oktober 1956 in Karlsruhe) war ein deutscher Ingenieur (Elektrotechnik).
Nach seiner Promotion an der TH München im Jahr 1929 arbeitete er bei Brown, Boveri & Cie., wo er im Hochspannungsinstitut über elektrischen Gasentladungen forschte. Zuletzt war er hier Direktor der Industrieabteilung.
Daneben arbeitete er in der 400-kV-Forschungsgemeinschaft e. V., deren Leitung er ab 1950 übernahm und deren Arbeiten die Grundlage des heutigen deutschen 400-kV-Netzes bilden.
Am 22. Januar 1949 wurde er an der TH Karlsruhe zum ordentlichen Professor und Direktor des Hochspannungsinstituts ernannt. 1951 bis 1954 war er auch Leiter der Abteilung Elektrotechnik und Dekan der Fakultät für Maschinenwesen. 1956 bekleidete er bis zu seinem Tod das Amt des Rektors.